# 李有毅 (主持人)
李有毅（英語：Benjamin Lee Yau Ngai，1959年11月14日—），前香港電視節目主持人，曾主持不少無綫電視資訊以及綜藝節目，1990年代中期之後淡出幕前後主要從事商業廣告界工作。他以主持《香港早晨》而為人熟知，同期搭檔尚有其兒子的誼母余文詩、楊瑞麟、潘芳芳、陳尚來、潘宗明，吳潔梅等人。

## 背景

### 早年生活
李有毅早年在香港島養和醫院出生，於中西區的舊樓成長，放假時會暫居祖父位於新界沙田下禾輋村的村屋，祖父經營古董舖。李有毅有1姊1兄2弟，讀書成績一般，1971年畢業於聖公會基恩小學，繼而入讀育華中學及漢華中學。在後者求學階段是校內舞蹈組成員，以東方民間舞蹈參加過3屆學校舞蹈節賽事。當年他於1974年在漢華中學完成中三年級學業未幾，隨即為了轉讀英文中學和為未來負笈海外作準備而到聖思定英文中學西環分校重讀中三。1977年中五畢業後轉往北角蘇浙公學升讀中六，1978年預科畢業那年本來獲香港中文大學取錄，卻因受到朋友影響，於是出國升學。及後李有毅在父母支持下與4位同學一起到加拿大溫哥華修讀大學學士學位，更修畢碩士課程才學成歸港。
留加6年期間，李有毅先修畢1年制大專學院轉修課程（溫哥華社區學院），再獲轉介到本那比攻讀西門菲莎大學（基於知悉資訊科技發展大勢所趨而主修電腦科學，副修商業，為期3年），同期開始接觸基督教團契活動。為了糊口，他早上當餐廳侍應，晚上當油站服務員。適逢一次表演弓舞時獲華僑之聲唱片騎師何活權相中，李有毅被他推薦參與一場演唱會的伴舞演出。不久得到何氏介紹加入華僑之聲當節目主持，夥拍現任妻子主持音樂廣播節目「空中突破」，另一方面花了2年時間忙於取得工商管理碩士資格。其時，李有毅已創作廣播劇，一直為華僑之聲服務了合共3年才離開。

### 事業發展
後來於1984年，李有毅計劃回港結婚及暫住3年，然後再返回溫哥華長期定居，最終卻留在香港發展個人事業。重返香港初年，李有毅入職「恒威電腦公司」當程式編寫員。然而他覺得工作性質沉悶，因此轉職一間電腦軟件代理公司任推銷員，往後於1990年代逐步晉升為市場部經理。直至1985年，公司委派他亮相《香港早晨》推廣語音處理電腦軟件。結果《歡樂今宵》製作組安排他在節目中介紹有關產品，過程中認識了編導蔡錦源。碰巧當年電視台的晨早節目欠缺人手，李有毅遂獲蔡氏鼓勵，前往試鏡做主持。他由此簽約無綫電視，以兼職身份主持電視節目《香港早晨》，在外則開設「嘉毅龍騰」直銷廣告代理生意（1987年起），1980年代至1990年代初兼任直銷電視系列廣告的固定主持。
及至1993年，李有毅約滿無綫電視，結束8年賓主關係。這出於他認為自己已涉足不同類型的電視節目，加上該段時期經常要往來中港兩地洽談中山市雅居樂花園廣告製作生意（經他於電視台認識的施永青引薦），故此作出取捨，不再續約電視台。而淡出幕前的他仍時常出現在樓盤廣告片段之中。
李有毅離開電視台的同年，即1993年，他擴大公司業務範圍，定位廣州樓盤項目銷售、開發及宣傳活動。1997年以「嘉毅龍騰廣告公司」名義主攻市場策劃。既繼續推出「嘉毅龍騰廣告雜誌」，又策劃了全港首條直銷平台購物頻道。隨著該頻道的成功，李有毅夥拍中原地產，著力推廣中國內地房地產，為一些物業如深圳市滙展閣、順德碧桂園等等作官方廣告代理。在2000年代中期，其公司業務招展至廣州市（2005年至2009年註冊「廣州市嘉毅地產代理」公司）、上海市、北京、青島市、重慶市、紐約第五大街等地方。不過由於擴充規模速度過快，他被成功沖昏頭腦，以致遇上人事衝突及受經濟拮据困囿。2005年決意結束分公司，且改到河南省鄭州重新出發兼重拾宗教信仰，慢慢於廣東省以外省分建立代理網絡 ─ 2014年註冊「江門市嘉毅房地產代理」公司。
自從2009年決定退休以來，李有毅處於半退休狀態。除了於2016年到中華神學院修讀神學學士，亦學習彈結他和向音樂創作人艾阮學習填詞（為廣告歌和自己沒有公開推出的專輯填詞），還擔任播道神學院及中華神學院特約講師和投入「金齡事工」基督教服務。現時銷售消毒產品。

## 個人生活
李有毅於1985年與前加拿大廣播節目主持龍小倫（Hedy）結婚，2人婚後育有1名兒子李國煒。李國煒是一名藝人，曾參與《全民造星II》。此外，李有毅於1979年在加拿大遇上嚴重交通意外；當時一位朋友帶他到教會聚會，令他於1980年受洗為基督教徒。

## 幕前作品
*以下列表只記錄李有毅的幕前作品，若有遺漏，請協助補充相關資料。

### 節目主持
無綫電視
- 1986年至1988年　國寶精華[註 4]
- 1985年至1988年　勝在夠開心[註 4]
- 1985年至1993年　香港早晨
- 1987年　黃河（香港版）
- 1988年　大江南北[註 4]
- 1988年　長城[24]
- 1989年　第17屆香港藝術節開幕典禮（直播節目）[25]
- 1990年　十點半港情講趣
- 1990年　慈善星輝仁濟夜
- 1990年　歡樂今宵[註 4]
- 2022年　答得快 好世界（嘉賓主持）
- 2023年　2人3轆（創世電視制作）

### 參與節目
節目演出
- 1989年　齊心同步創90 之演藝同歡新里程（無綫電視）
- 1991年　三羊啟泰賀新歲（無綫電視）
- 2021年　我不是廢老（香港電視娛樂）
- 2023年　二人三轆（無綫電視）
- 2023年　我們的畢業禮（香港電台）

節目嘉賓
- 2019年　大城小聚（新時代電視）
- 2021年　流行經典50年（無綫電視）
- 2022年　樓價有得估（無綫電視）

音樂錄像
- 1984年　心肝寶貝（林子祥主唱、無綫電視兒歌MV）[26]

## 廣播節目主持
- 2025年　Ben同Benson「chur」到行（新城知訊台）[27]

## 廣告
- 1986年　葵涌廣場
- 1988年　英國航空（旁白）
- 1991年　荷蘭子母牛奶
- 1991年　豐田汽車維修服務（旁白）
- 1992年　嘉湖山莊（旁白）
- 1993年　日產Bluebird（旁白）
- 2004年　樂信感冒靈（旁白）

## 外部連結
- 李有毅的Instagram帳戶
- 李有毅的Facebook專頁